# 费里耶尔 (瓦兹省)
费里耶尔（法語：Ferrières，法語發音：[fɛʁjɛʁ] ⓘ）是法国瓦兹省的一个市镇，属于克莱蒙区。

## 地理
费里耶尔（49°35'23"N, 2°31'8"E）面积4.81 平方千米，位于法国上法蘭西大區瓦兹省，该省份为法国北部内陆省份，北起索姆省，西接厄尔省和滨海塞纳省，南至塞纳-马恩省和瓦兹河谷省，东临埃纳省。
与费里耶尔接壤的市镇（或旧市镇、城区）包括：小克雷沃克尔、栋皮埃尔、戈当维莱、迈涅莱-蒙蒂尼、鲁瓦约库尔、韦勒-佩雷讷。

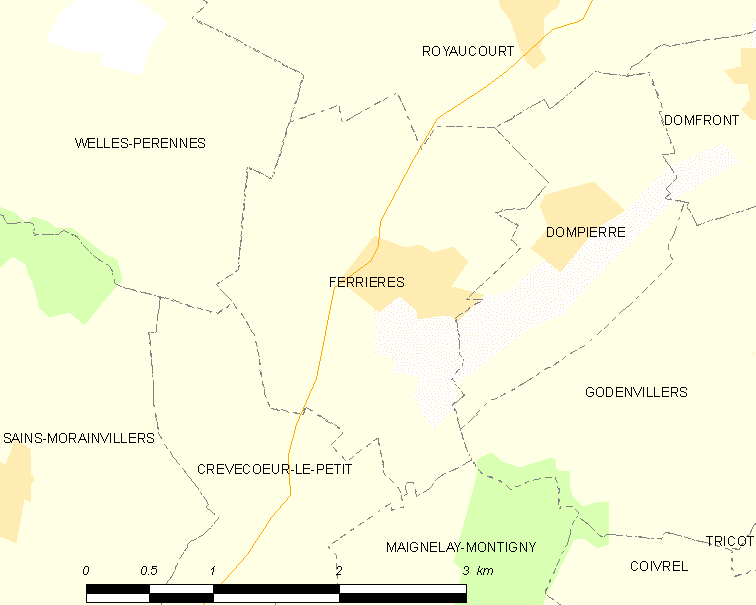
的OSM定位图

费里耶尔的时区为UTC+01:00、UTC+02:00（夏令时）。

## 行政
费里耶尔的邮政编码为60420，INSEE市镇编码为60232。

## 政治
费里耶尔所属的省级选区为埃斯特雷圣但尼县。

## 人口

1962-2008年间人口变化图示

费里耶尔于2022年1月1日时的人口数量为446人。